# 河南宁省
河南宁省（越南语：／），是越南1975年至1991年间的省份，省莅南定市，今属河南省、南定省和宁平省。

## 地理
河南宁省西北接河山平省，西南接清化省，东南临南海，东北接海兴省和太平省。1991年总面积3763平方千米，总人口3157200人。

## 历史
1975年12月27日，越南政府合并省份，南河省和宁平省合并为河南宁省，省莅南定市。下辖南定市、河南市社、宁平市社和平陆县、维先县、嘉庆县、嘉远县、海后县、金榜县、金山县、里仁县、南宁县、义兴县、儒关县、青廉县、务本县、春水县、懿安县、安庆县、安谟县17县。
1977年4月27日，金榜县、青廉县和河南市社合并为金青县，嘉庆县和宁平市社合并为华闾县，儒关县和嘉远县合并为黄龙县，安谟县和安庆县10社合并为三叠县，安庆县其余9社并入金山县。
1981年4月9日，黄龙县析置嘉远县，金青县分设为金榜县、青廉县和河南市社，华闾县析置宁平市社。
1982年12月17日，青廉县2社划归河南市社管辖，华闾县1社划归宁平市社管辖，三叠县析置三叠市社。
1984年1月12日，平陆县2社划归南定市管辖。
1991年时，河南宁省下辖南定市、河南市社、宁平市社、三叠市社和平陆县、维先县、嘉远县、海后县、华闾县、黄龙县、金榜县、金山县、里仁县、南宁县、义兴县、三叠县、青廉县、务本县、春水县、懿安县16县。
1991年12月26日，越南国会通过决议，撤销河南宁省，恢复南河省和宁平省。南河省下辖南定市、河南市社和春水县、海后县、义兴县、南宁县、懿安县、务本县、平陆县、里仁县、青廉县、维先县、金榜县11县，省莅南定市；宁平省下辖宁平市社、三叠市社2市社和华闾县、三叠县、嘉远县、黄龙县、金山县5县，省莅宁平市社。

## 行政区划
1991年，河南宁省下辖1市3市社16县。
- 南定市
- 河南市社
- 宁平市社
- 三叠市社
- 平陆县
- 维先县
- 嘉远县
- 海后县
- 华闾县
- 黄龙县
- 金榜县
- 金山县
- 里仁县
- 南宁县
- 义兴县
- 三叠县
- 青廉县
- 务本县
- 春水县
- 懿安县